# Olaug Nilssen
Olaug Nilssen, född 28 december 1977 Solheimsdalen i dåvarande Førde kommun (nuvarande Sunnfjords kommun), är en norsk författare, dramatiker och essäist som skriver på nynorska. Hon debuterade 1998 med romanen Innestengt i udyr. 2005 års Få meg på, for faen blev både en teaterpjäs och en långfilm (2011, på svenska under titeln Ligg med mig).
Hennes uppmärksammade roman Tung tids tale från 2017 översattes till svenska av Joar Tiberg 2019 under namnet Till Daniel.

## Priser i urval
- 2004 – Sigmund Skard-stipendet
- 2017 – Bragepriset i kategorin skönlitteratur för vuxna, för Tung tids tale (Till Daniel)
- 2020 – P2-lyssnarnas romanpris för Yt etter evne, få etter behov[5]